# Emma Ott
Pour les articles homonymes, voir Ott.

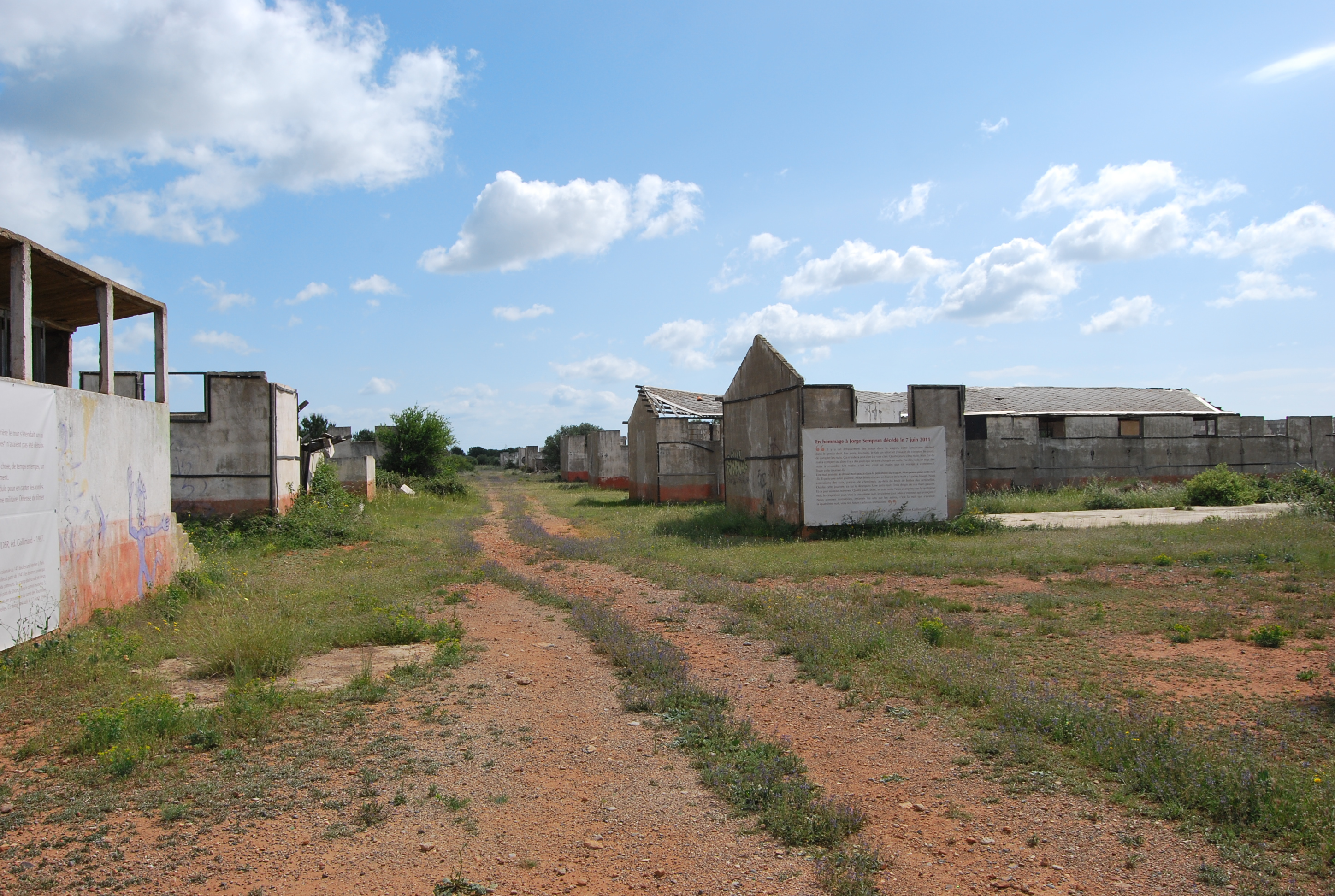
Camp de Rivesaltes (2013).

Emma Ott, née le 20 novembre 1907 à Winterthour et morte le 15 mai 2011 à Berne, est une infirmière suisse.

## Biographie
Après avoir fréquenté l'école secondaire de Winterthour, Emma Ott a travaillé de 1921 à 1927 comme domestique à Winterthour, Schönenwerd et Lucerne. En 1928, elle s'est engagée pendant plusieurs semaines auprès du Service Civil International (SCI) dans la Principauté du Liechtenstein.
Après une formation d'infirmière (1932–1936) à l'école d'infirmières d'Engeried à Berne, elle a travaillé comme infirmière à l'hôpital Albert Schweitzer de Lambaréné jusqu'en 1939, où elle fit la connaissance de Rösli Näf . Après son retour, elle a travaillé au Tiefenauspital à Berne et a accompli une service actif en tant qu'infirmière sanitaire dans le cadre du Service complémentaire féminin (SCF).
À partir de mai 1942, elle a travaillé pour l'Aide à l'enfance de la Croix-Rouge suisse dans les camps d'internement du sud de la France, Camp de Gurs et Camp de Rivesaltes, où Friedel Bohny-Reiter et Elsa Lüthi-Ruth travaillaient également comme infirmières. Elle rédigea le premier rapport sur les déportations du camp de Gurs en août 1942, lorsqu'elle y représenta Elsbeth Kasser.
En octobre 1943, Emma Ott reprit de Roslï Näf la direction de la colonie d'enfants du Château de la Hille à Montégut-Plantaurel (Département de l'Ariège), celle-ci ayant dû rentrer en Suisse en mai 1943. Comme sa collègue Anne-Marie Im Hof-Piguet, elle a aidé des jeunes juifs à s'enfuir. Elle n'a cependant pas été honorée pour cela en tant que Juste, car elle est toujours restée en retrait.
En mars 1945, elle est sollicitée par le Centre d'aide à l'enfance de Toulouse pour reprendre la direction de la Maternité Suisse à Montagnac (Département de l'Aveyron) des mains d'une employée d'Élisabeth Eidenbenz, revenue en Suisse en octobre 1944. Là, les mères et les enfants avaient trouvé un nouveau refuge après la fermeture de la Maternité suisse d'Elne. Après avoir déménagé de nouveau de Montagnac à Pau, elle a dirigé la pouponnière (les naissances ont désormais lieu à l'hôpital) de janvier à mai 1946, cette fois pour le Don suisse pour les victimes de la guerre, puis est retournée en Suisse. Les six mois de vacances à l'hôpital de Tiefenau s'étaient transformés en quatre ans.
Après son retour en Suisse, elle a de nouveau travaillé au Tiefenauspital de Berne jusqu'à sa retraite en 1972, où elle était devenue infirmière chef. Jusqu'à l'âge de 98 ans, elle a vécu seule à Berne, se rendant au marché de la ville, faisant des visites régulières et correspondant avec des gens du monde entier.
Sa succession se trouve aux Archives suisses d'histoire contemporaine de Zurich.

## Films
- 2009 : Anne-Marie Im Hof-Piguet : Juste parmi les nations, 50 min[2].
- 1987 : La Filière de Jacqueline Veuve, 37 min.